# ایبوپروفن/فاموتیدین
ایبوپروفن/فاموتیدین، که با نام تجاری Duexis به فروش می رسد، یک داروی ترکیبی با دوز ثابت است که برای درمان آرتریت روماتوئید و استئوآرتریت استفاده می شود. حاوی ایبوپروفن، یک داروی ضد التهاب غیر استروئیدی (NSAID) و فاموتیدین، آنتاگونیست گیرنده H2 هیستامین است. 
ایبوپروفن/فاموتیدین به عنوان یک داروی ژنریک در دسترس است.

## جهت مطالعه
- Bello AE (October 2012). "Duexis (ibuprofen 800 mg, famotidine 26.6 mg): a new approach to gastroprotection for patients with chronic pain and inflammation who require treatment with a nonsteroidal anti-inflammatory drug". Therapeutic Advances in Musculoskeletal Disease. 4 (5): 327–39. doi:10.1177/1759720X12444710. PMC 3458616. PMID 23024710.
- Deeks ED (September 2013). "Fixed-dose ibuprofen/famotidine: a review of its use to reduce the risk of gastric and duodenal ulcers in patients requiring NSAID therapy". Clin Drug Investig. 33 (9): 689–97. doi:10.1007/s40261-013-0113-x. PMID 23881568.